# Scotty Allen
Scott Ethan Allen, detto Scotty (Newark, 8 febbraio 1949), è un ex pattinatore artistico su ghiaccio statunitense.

## Palmarès
| Internazionali                    | Internazionali | Internazionali | Internazionali | Internazionali | Internazionali | Internazionali | Internazionali | Internazionali | Internazionali | Internazionali |
| Event                             | 1959           | 1960           | 1961           | 1962           | 1963           | 1964           | 1965           | 1966           | 1967           | 1968           |
| --------------------------------- | -------------- | -------------- | -------------- | -------------- | -------------- | -------------- | -------------- | -------------- | -------------- | -------------- |
| Giochi olimpici invernali         |                |                |                |                |                | 3°             |                |                |                |                |
| Campionati mondiali               |                |                |                | 8°             | 5°             | 4°             | 2°             | 4°             | 5°             | 4°             |
| North American Championships      |                |                |                |                | 3°             |                | 2°             |                | 2°             |                |
| Nazionali                         |                |                |                |                |                |                |                |                |                |                |
| Campionati statunitensi           | 2° N           | 7° J           | 2° J           | 2°             | 2°             | 1°             | 2°             | 1°             | 2°             |                |
| Categoria: N = Novice; J = Junior |                |                |                |                |                |                |                |                |                |                |